# Moriz Hörnes

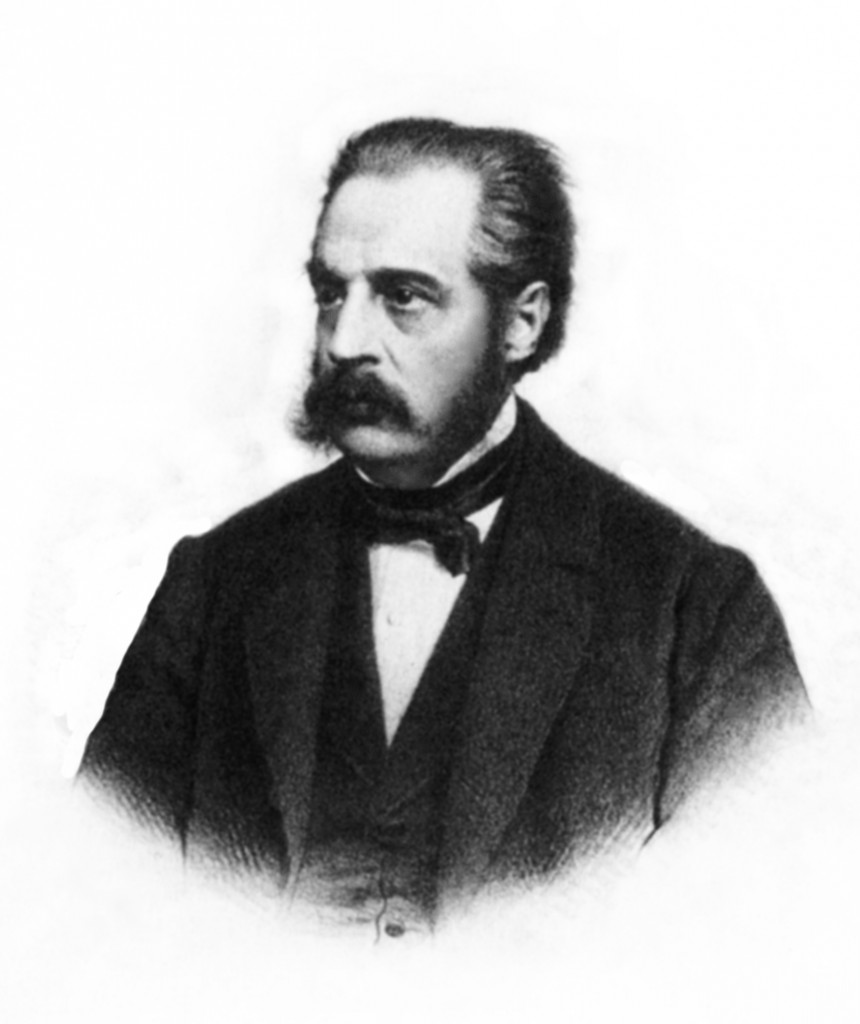
Moriz Hörnes

Moriz Hörnes (Wenen, 14 juli 1815 – aldaar, 4 november 1868), was een Oostenrijkse paleontoog en geoloog. Zijn voornaam wordt ook wel Moritz, zijn achternaam ook wel Hoernes geschreven.
Hij studeerde aan de Universiteit van Wenen waar hij promoveerde. Daarna werd hij medewerker van het Mineralogisch Museum in Wenen. Hörnes maakte naam met zijn onderzoek naar de fossiele weekdieren uit het kaenozoicum in het Weense Bekken en het Alpengebied. Hij publiceerde veelvuldig in het Jahrbuch der k. k. geol. Reichsanstalt, uitgegeven door de nationale geologische dienst van Oostenrijk.
In 1864 introduceerde Hörnes 'neogeen' als verzamelterm voor mioceen en plioceen, omdat de scheidslijn tussen deze lagen niet altijd zo scherp is: de fauna van het dieper gelegen mioceen is subtropisch en wordt in het plioceen geleidelijk mediterraan.
Het mineraal hörnesiet werd in 1860 als eerbetoon naar Hörnes genoemd door Wilhelm Haidinger, met Gustav Adolph Kenngott als medebeschrijver.
Zijn in 1850 geboren zoon Dr. Rudolf Hörnes deed als hoogleraar Geologie en Paleontologie aan the Universiteit van Graz, ook onderzoek naar weekdieren in het kaenozoïcum en schreef Elemente der Palaeontologie (1884).
- Bibliothèque nationale de France: cb10569422v (data)
- Catàleg d'autoritats de noms i títols de Catalunya: 981058512857406706
- Gemeinsame Normdatei: 116932716
- International Standard Name Identifier: 0000 0000 6641 5840
- Library of Congress Control Number: no2004106797
- Nationale Bibliotheek van Tsjechië: mzk2009532498
- Nederlandse Thesaurus van Auteursnamen: 127713948
- Système universitaire de documentation: 10448473X
- Virtual International Authority File: 46751289
- WorldCat: E39PBJfcRhBgxyccBtvjMCHpyd